# أليكس هنتر
أليكس هنتر (بالإنجليزية: Alex Hunter)‏ (27 سبتمبر 1895 في المملكة المتحدة - 1984 في الولايات المتحدة) هو لاعب كرة قدم بريطاني (وحمل سابقاً جنسية المملكة المتحدة لبريطانيا العظمى وأيرلندا) في مركز حراسة المرمى. لعب مع توتنهام هوتسبير ونيو بيدفورد ويلرز وWigan Borough F.C. ‏ وArmadale F.C. ‏ ونادي كوينز بارك.

## وصلات خارجية
- أليكس هنتر على موقع عالم كرة القدم.نت (الإنجليزية)